# 許都 (萬曆進士)
許都（?—?），别號贊皇，湖廣承天府潜江縣民籍。

## 生平
萬曆三十七年（1609年）己酉科湖广乡试第二名举人，四十四年（1616年）丙辰科三甲一百七十四名進士，吏部觀政，授直隶深泽县知县，四十七年調宝坻县知县，天啓元年擢户部浙江司主事，二年丁憂。五年補户部雲南司主事，六年管理新饷粮库，崇禎元年（1628年）五月，陞戶部員外許都為陕西按察司僉事、关内道，三年官至山東右參議，本年革职。

## 家族
曾祖許思爵。祖父許紀。父許國廣。